# Rudesjön (Kyrkhults socken, Blekinge, 624448-141656)
Rudesjön är en sjö i Olofströms kommun i Blekinge och ingår i Skräbeåns huvudavrinningsområde.